# Eremurus turkestanicus
Asphodelus
Genre
Classification phylogénétique
Eremurus turkestanicus, ou lis des steppes du Turkestan, est une espèce de plante vivace herbacée de la famille des Xanthorrhoéacées originaire de l'ouest des monts Tian et du Pamir.

## Description
Eremurus turkestanicus peut croître jusqu'à 1 mètre à partir d'un rhizome, et dépasse en moyenne 70 cm. Sa tige nue est droite. Ses feuilles d'un vert grisâtre mesurent de 20 à 45 mm de largeur. Son inflorescence en forme de  hampe légèrement cylindrique mesure de 30 à 60 cm de hauteur et possède des pédicelles qui se tiennent bien droit au moment de la fructification. Ses tépales extérieurs et intérieurs sont lancéolés et droits, de couleur blanche et mesurent de 9 à 12 mm de longueur, ceux du bas font un peu moins du double. Les capsules sont ovoïdes et mesurent entre 7 et 8 mm.
Le lis des steppes du Turkestan fleurit de juin à juillet.

## Habitat
Eremurus turkestanicus est originaire de l'ouest des monts Tian et du Pamir. On le trouve dans les steppes boisées de montagne, souvent avec des genévriers, de 1 100 mètres à 1 800 mètres d'altitude.

## Culture
Cette plante ornementale est cultivée depuis 1881. Elle a été étudiée par Eduard von Regel (1825-1892), directeur du jardin botanique de Saint-Pétersbourg, d'après des spécimens rapportés par Olga Fedtchenko.